# Малая Владимировка (Абайская область)
Малая Владимировка (каз. Малая Владимировка) — село в Бескарагайском районе Абайской области Казахстана. Административный центр Маловладимировского сельского округа. Находится примерно в 9 км к северо-западу от районного центра, села Бескарагай. Код КАТО — 633645100.

## Население
В 1999 году население села составляло 1717 человек (815 мужчин и 902 женщины). По данным переписи 2009 года, в селе проживало 1268 человек (635 мужчин и 633 женщины).